# Lavender Diamond

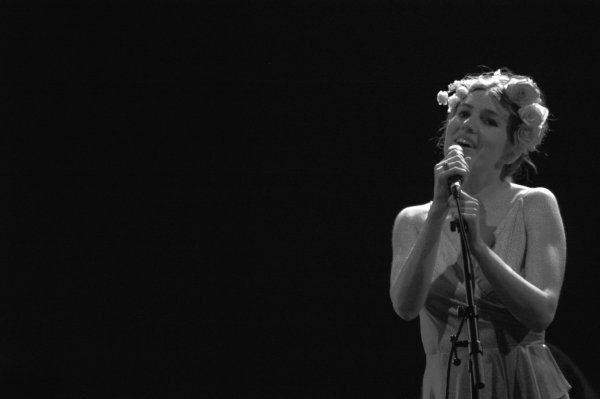
Becky Stark avec Lavender Diamond à Bruxelles en 2007.

Lavender Diamond est un groupe de folk/pop américain, en provenance de Los Angeles.

## Membres
- Becky Stark (chant)
- Steve Gregoropoulos (piano, chant)
- Jeffrey Rosenberg (guitare, chant)
- Ron Regé Jr. (batterie)

## Liens
- Site Officiel Lavender Diamond
- Page MySpace